# Kesswil
Kesswil (toponimo tedesco) è un comune svizzero di 992 abitanti del Canton Turgovia, nel distretto di Arbon.

## Geografia fisica
Kesswil si affaccia sul lago di Costanza.

## Società

### Evoluzione demografica
L'evoluzione demografica è riportata nella seguente tabella:
Abitanti censiti

## Amministrazione
Ogni famiglia originaria del luogo fa parte del cosiddetto comune patriziale e ha la responsabilità della manutenzione di ogni bene ricadente all'interno dei confini del comune. Kesswil è incluso nell'inventario degli insediamenti svizzeri da proteggere istituito nel 1981.

## Infrastrutture e trasporti
Kesswil è servito dall'omonima stazione sulla ferrovia Sciaffusa-Rorschach.